# Konaanjärvi
Konaanjärvi är en sjö i kommunen Tavastehus i landskapet Egentliga Tavastland i Finland. Sjön ligger 84,4 meter över havet. Arean är 1,06 kvadratkilometer och strandlinjen är 7,77 kilometer lång. Sjön  ingår i Kumo älvs huvudavrinningsområde.   Den ligger omkring 28 km norr om Tavastehus och omkring 120 km norr om Helsingfors. 
I sjön finns ön Konaanjärvensaari. 